# Пентіктон
Пентіктон (англ. Penticton) — місто в Канаді, у провінції Британська Колумбія, у складі регіонального округу Оканаган-Сімілкамін.

## Населення
За даними перепису 2016 року, місто нараховувало 33761 особу, показавши зростання на 2,7%, порівняно з 2011-м роком. Середня густина населення становила 801,8 осіб/км².
З офіційних мов обидвома одночасно володіли 2 150 жителів, тільки англійською — 30 690, тільки французькою — 20, а 180 — жодною з них. Усього 3545 осіб вважали рідною мовою не одну з офіційних, з них 15 — одну з корінних мов, а 110 — українську.
Працездатне населення становило 57% усього населення, рівень безробіття — 8,8% (10,1% серед чоловіків та 7,5% серед жінок). 84,8% осіб були найманими працівниками, а 13,4% — самозайнятими.
Середній дохід на особу становив $41 417 (медіана $30 505), при цьому для чоловіків — $50 302, а для жінок $33 651 (медіани — $36 301 та $26 544 відповідно).
30,8% мешканців мали закінчену шкільну освіту, не мали закінченої шкільної освіти — 18,3%, 50,9% мали післяшкільну освіту, з яких 29,3% мали диплом бакалавра, або вищий, 115 осіб мали вчений ступінь.
| Статево-вікова структура населення | Статево-вікова структура населення | Статево-вікова структура населення | Статево-вікова структура населення | Статево-вікова структура населення |
| ---------------------------------- | ---------------------------------- | ---------------------------------- | ---------------------------------- | ---------------------------------- |
|                                    |                                    |                                    |                                    |                                    |
| Всього                             | Всього                             | 47,0%53,0%                         |                                    |                                    |
| 0 — 14 років                       | 0 — 14 років                       |                                    | 11,9%                              | 11,9%                              |
| 15 — 64 років                      | 15 — 64 років                      |                                    | 59,1%                              | 59,1%                              |
| 65 і більше                        | 65 і більше                        |                                    | 29,1%                              | 29,1%                              |
| 85 і більше                        | 85 і більше                        |                                    | 5,3%                               | 5,3%                               |
| 100 і більше                       | 100 і більше                       |                                    | 0,1%                               | 0,1%                               |
| Середній вік (років)               | Середній вік (років)               | 47,350,0                           | 48,7                               | 48,7                               |
| Медіана (років)                    | Медіана (років)                    | 50,853,7                           | 52,4                               | 52,4                               |
| — чоловіки — жінки                 |                                    |                                    |                                    |                                    |

| Походження мешканців:     | Походження мешканців:     | Походження мешканців: | Походження мешканців: | Походження мешканців: |
| ------------------------- | ------------------------- | --------------------- | --------------------- | --------------------- |
| Походження                |                           |                       | осіб                  | %                     |
| Корінні американці        | Корінні американці        |                       | 2 665                 | 8.2%                  |
| Інше північноамериканське | Інше північноамериканське |                       | 8 900                 | 27.39%                |
| Європейське               | Європейське               |                       | 26 630                | 81.96%                |
| британське                | британське                |                       | 17 795                | 54.77%                |
| французьке                | французьке                |                       | 4 030                 | 12.4%                 |
| українське                | українське                |                       | 2 180                 | 6.71%                 |
| Латинськоамериканське     | Латинськоамериканське     |                       | 315                   | 0.97%                 |
| Карибське                 | Карибське                 |                       | 75                    | 0.23%                 |
| Африканське               | Африканське               |                       | 265                   | 0.82%                 |
| Азійське                  | Азійське                  |                       | 2 285                 | 7.03%                 |
| Океанійське               | Океанійське               |                       | 205                   | 0.63%                 |

| Зайнятість населення за галузями (за класифікацією NOC): | Зайнятість населення за галузями (за класифікацією NOC): | Зайнятість населення за галузями (за класифікацією NOC): | Зайнятість населення за галузями (за класифікацією NOC): | Зайнятість населення за галузями (за класифікацією NOC): |
| -------------------------------------------------------- | -------------------------------------------------------- | -------------------------------------------------------- | -------------------------------------------------------- | -------------------------------------------------------- |
|                                                          |                                                          |                                                          |                                                          |                                                          |
| Управління                                               | Управління                                               |                                                          | 10,3%                                                    | 10,3%                                                    |
| Бізнес, фінанси та адміністрування                       | Бізнес, фінанси та адміністрування                       |                                                          | 13,3%                                                    | 13,3%                                                    |
| Природничі та прикладні науки                            | Природничі та прикладні науки                            |                                                          | 4,5%                                                     | 4,5%                                                     |
| Охорона здоров'я                                         | Охорона здоров'я                                         |                                                          | 8,6%                                                     | 8,6%                                                     |
| Освіта, правозахист, муніципальні та урядові служби      | Освіта, правозахист, муніципальні та урядові служби      |                                                          | 8,8%                                                     | 8,8%                                                     |
| Мистецтво, культура, відпочинок та спорт                 | Мистецтво, культура, відпочинок та спорт                 |                                                          | 2,5%                                                     | 2,5%                                                     |
| Роздрібна торгівля та послуги                            | Роздрібна торгівля та послуги                            |                                                          | 29,4%                                                    | 29,4%                                                    |
| Гуртова торгівля, транспорт та обладнання                | Гуртова торгівля, транспорт та обладнання                |                                                          | 16%                                                      | 16%                                                      |
| Природні ресурси, сільське господарство                  | Природні ресурси, сільське господарство                  |                                                          | 3,3%                                                     | 3,3%                                                     |
| Виробництво                                              | Виробництво                                              |                                                          | 3,3%                                                     | 3,3%                                                     |

## Клімат
Середня річна температура становить 9,1°C, середня максимальна – 24,7°C, а середня мінімальна – -9,7°C. Середня річна кількість опадів – 325 мм.
| Клімат поселення                              | Клімат поселення | Клімат поселення | Клімат поселення | Клімат поселення | Клімат поселення | Клімат поселення | Клімат поселення | Клімат поселення | Клімат поселення | Клімат поселення | Клімат поселення | Клімат поселення | Клімат поселення |
| Показник                                      | Січ.             | Лют.             | Бер.             | Квіт.            | Трав.            | Черв.            | Лип.             | Серп.            | Вер.             | Жовт.            | Лист.            | Груд.            |                  |
| Середній максимум, °C                         | 4,56             | 7,55             | 11,71            | 16,31            | 20,91            | 24,70            | 23,89            | 23,76            | 18,37            | 11,77            | 5,73             | 1,44             |                  |
| Середня температура, °C                       | −2,57            | 0,41             | 4,56             | 9,17             | 13,78            | 17,54            | 20,85            | 20,74            | 15,32            | 8,74             | 2,70             | −1,6             |                  |
| Середній мінімум, °C                          | −9,72            | −6,74            | −2,58            | 2,02             | 6,63             | 10,41            | 17,82            | 17,71            | 12,30            | 5,71             | −0,32            | −4,62            |                  |
| Норма опадів, мм                              | 29               | 23               | 22               | 26               | 33               | 38               | 28               | 28               | 21               | 18               | 28               | 31               |                  |
| Середньомісячна швидкість вітру, м/с          | 2.20             | 2.10             | 2.50             | 2.62             | 2.51             | 2.50             | 2.41             | 2.30             | 2.11             | 2.20             | 2.30             | 2.30             |                  |
| Середньомісячна сонячна радіація, кДж/м²·день | 3311             | 6690             | 11473            | 16449            | 20086            | 21786            | 23186            | 19865            | 14320            | 8244             | 3869             | 2651             |                  |
| --------------------------------------------- | ---------------- | ---------------- | ---------------- | ---------------- | ---------------- | ---------------- | ---------------- | ---------------- | ---------------- | ---------------- | ---------------- | ---------------- | ---------------- |
| Джерело:                                      |                  |                  |                  |                  |                  |                  |                  |                  |                  |                  |                  |                  |                  |